# Cuentla
Cuentla är en ort i Mexiko, tillhörande kommunen Coatepec Harinas i södra delen av delstaten Mexiko. Orten hade 200 invånare vid folkräkningen 2010.